# Abrosaurus
 (janvier 2012).
Abrosaurus dongpoi
Genre
Espèce
Abrosaurus (nom scientifique signifiant « lézard délicat ») est un genre éteint de dinosaures sauropodes de taille moyenne anciennement classé dans la famille des camarasauridés. Il mesurait 9 mètres de long[réf. nécessaire] et vivait au Callovien (Jurassique moyen), il y a environ 165 millions d'années environ[réf. nécessaire].
- Taille : 6 m de haut, 9 m de long, 20 tonnes[réf. nécessaire]
- Habitat : Asie (Chine)[réf. nécessaire]
- Régime alimentaire : herbivore

## Découverte

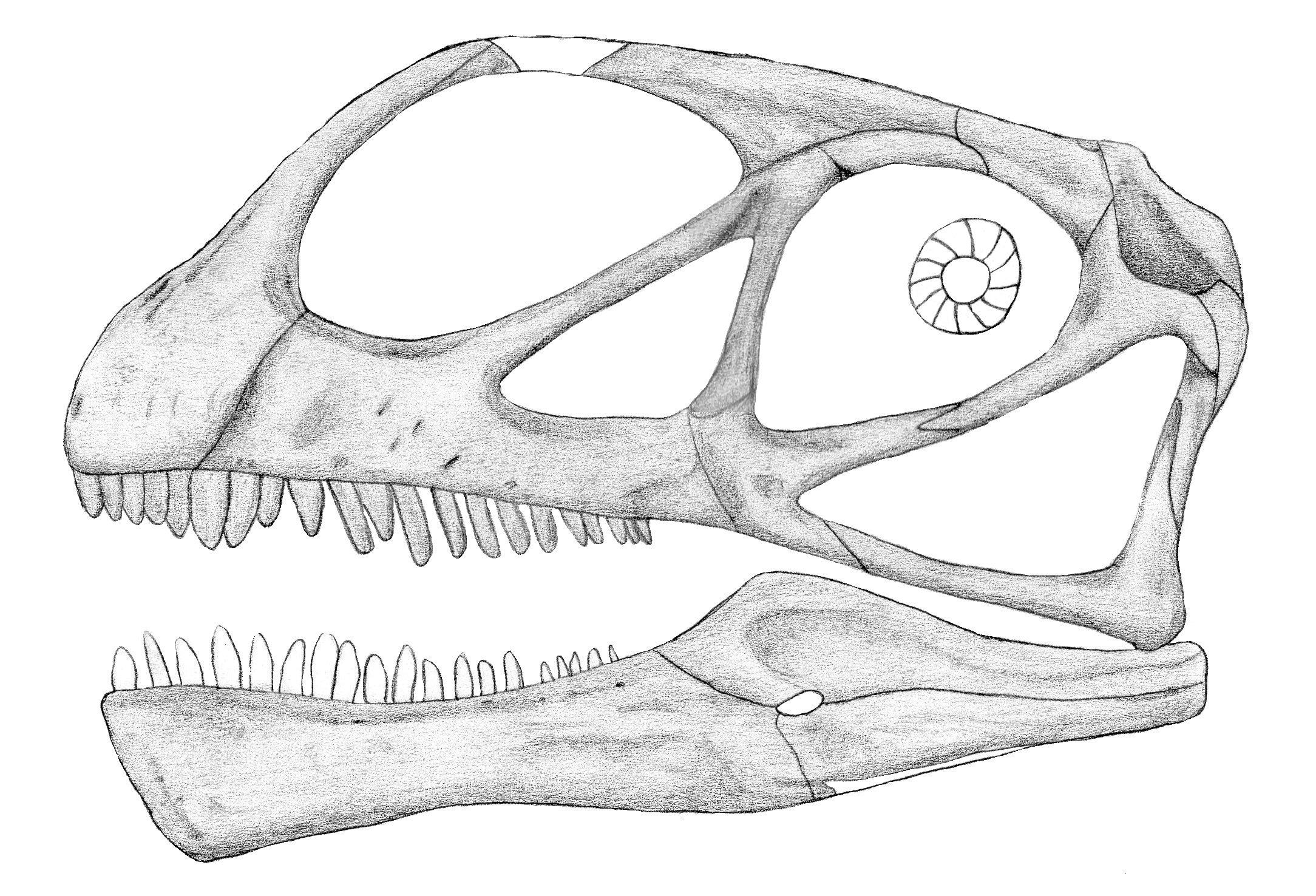
Crane d'Abrosaurus

Ses restes furent trouvés en Chine en 1984 et tout d'abord décrits sous le nom d' « Abrosaurus gigantorhinus » (Ouyang, 1986).
La description officielle fut publiée par Ouyang en 1989, sous le nom incorrect d'« Abrosaurus dongpoensis ». C'est finalement le nom de Abrosaurus dongpoi qui a été retenu par la communauté scientifique[réf. nécessaire].
C'est lors de fouilles entreprises par le musée des dinosaures de Zigong dans le Sichuan dans la sous-formation Shaximiao inférieure proche du sommet de la formation de Dashanpu datant du Jurassique moyen, que fut collecté un crâne complet d'Abrosaurus.

## Description
Ce crâne mesure 45,6 cm de long et rappelle fortement celui de Jobaria. Il se distingue, notamment, par un nombre exceptionnel de dents sur les mâchoires, par une crête nasale assez prononcée et des ouvertures narinales plus grandes que les orbites, d'où sa classification parmi les Macronaria.

## Inventaire des fossiles retrouvés
- A. dongpoi : un crâne complet[2].
- Abrosaurus gigantorhinus